# 1 500 mètres masculin aux championnats du monde d'athlétisme 2001
Navigation
Séville 1999 Paris 2003
L'épreuve du 1 500 mètres masculin des championnats du monde d'athlétisme 2001 s'est déroulée du 9 au 12 août 2001 au stade du Commonwealth d'Edmonton, au Canada. Elle est remportée par le Marocain Hicham El Guerrouj.

## Résultats

### Finale
| Rang               | Athlète              | Pays       | Temps         | Notes |
| ------------------ | -------------------- | ---------- | ------------- | ----- |
| Médaille d'or      | Hicham El Guerrouj   | Maroc      | 3 min 30 s 68 |       |
| Médaille d'argent  | Bernard Lagat        | Kenya      | 3 min 31 s 10 |       |
| Médaille de bronze | Driss Maazouzi       | France     | 3 min 31 s 54 | SB    |
| 4                  | William Chirchir     | Kenya      | 3 min 31 s 91 |       |
| 5                  | Reyes Estévez        | Espagne    | 3 min 32 s 34 | SB    |
| 6                  | José Antonio Redolat | Espagne    | 3 min 34 s 29 |       |
| 7                  | Rui Silva            | Portugal   | 3 min 35 s 74 |       |
| 8                  | Abdelkader Hachlaf   | Maroc      | 3 min 36 s 54 |       |
| 9                  | Gert-Jan Liefers     | Pays-Bas   | 3 min 36 s 99 |       |
| 10                 | Paul McMullen        | États-Unis | 3 min 39 s 35 |       |
| 11                 | Adil Kaouch          | Maroc      | 3 min 48 s 45 |       |
| 12                 | Mehdi Baala          | France     | 3 min 55 s 36 |       |

## Légende
Records et Performances
- AR : Record continental (area record)
- CR : Record des championnats (championship record)
- MR : Record du meeting (meet record)
- NR : Record national (national record)
- OR : Record olympique (olympic record)
- PR : Record paralympique (paralympic record)
- PB : Record personnel (personal best)
- SB : Meilleure performance personnelle de la saison (season's best)
- WL : Meilleure performance mondiale de l'année (world leader)
- WJR : Record du monde junior (world junior record)
- WR : Record du monde (world record)

Circonstances et Conditions
- DNF : N'a pas terminé (did not finish)
- DNS : N'a pas pris le départ (did not start)
- DQ : Disqualification (disqualification)
- NM : Aucun essai valable enregistré (No Mark)
- Q : Qualifié « directement » au prochain tour (ou à la prochaine compétition), lors d'une compétition majeure, grâce au classement ou à la réalisation des minima (automatic qualifier)
- q : Qualifié au prochain tour (ou à la prochaine compétition), lors d'une compétition majeure, grâce au repêchage ou à la réalisation de l'une des meilleures performances parmi celles des « non qualifiés directement » (grâce au meilleur temps ou à la meilleure distance par exemple) (secondary qualifier)